# NGC 59
NGC 59 je eliptická galaxie nacházející se v souhvězdí Velryby. Je součástí skupiny galaxií v Sochaři.